# Alvarinho
Alvarinho (em galego Albariño) é uma casta branca da espécie da Vitis vinifera. É a mais nobre das castas brancas do noreste ibérico e produz um vinho de elevadíssima qualidade. Actualmente é plantada em diversas regiões de Portugal e do Mundo, mas é na sub-região de Monção e Melgaço que se revela e atinge o máximo das suas potencialidades.
O vinho monovarietal da casta Alvarinho (vinho alvarinho) é um vinho que possui cor intensa, palha e com reflexos citrinos. O aroma é intenso, distinto, delicado e complexo, que vai desde o marmelo, pêssego, banana, limão, maracujá e líchia (carácter frutado), a flor de laranjeira e violeta (carácter floral), a avelã e noz (carácter amendoado) e a mel (carácter caramelizado). Seu sabor é complexo, macio, redondo, harmonioso, encorpado e persistente.

## História e origens
A Sub-região de Monção e Melgaço da Região dos Vinhos Verdes é composta pelo concelho de Monção e o concelho Melgaço, vilas com cerca de 700 anos de história. Ambas as vilas são adornadas com magníficos castelos, o Castelo de Monção e o Castelo de Melgaço, que defenderam o território desde a conquista da independência portuguesa.
A vila de Monção é um território com tradição no cultivo da vinha. Segundo diversos autores o facto de o foral de Afonso III, de 12 de Março de 1261, reconhecer a posse das vinhas aos habitantes de Monção, indica-nos a importância da vila na época. No entanto, nos últimos anos, Melgaço tem-se destacado pela qualidade dos seus vinhos e também pela correcta implementação do conceito de enoturismo, facto que lhe valeu a mais que justa inclusão no nome da sub-região que era originalmente «Monção».
No entanto, deve ser salientado que o verdadeiro vinho Alvarinho é originário de Monção e Melgaço, pois estes concelhos apresentam um Micro-clima característico que traduz o vinho, num  paladar e valor de acidez que nenhum concelho vizinho ou região é capaz de traduzir na casta de Vinho Alvarinho
“…e aquele que fizer uma casa ou honrar a sua vinha ou herdade e aí permanecer durante um ano, se depois quiser habitar noutra terra, conserve a sua herdade, onde quer que habite; e, se a quiser vender, venda-a a quem quiser pelo foro da nossa vila.” 1261.03.12 – Guimarães, Foral de Monção outorgado por D. Afonso III
Segundo a obra realizada pelo Conde d'Aurora em 1962 intitulada “Itinerário do primeiro vinho exportado de Portugal para a Grã-bretanha”, o primeiro vinho a ser exportado para aquela país não foi o vinho do porto, mas sim o vinho de Monção. Conde D’Aurora refere que existem referências de ingleses estabelecidos em Monção e em Viana do Castelo, onde estava sedeada um importante firma britânica “Hunt Roop Teage & C”, grande importadora de bacalhau e exportadora de vinhos. Segundo José Cerqueira o vinho era transportado pelo rio, partindo da freguesia de Cortes ou Lapela no concelho de Monção, e seguia para Viana onde era trocado por bacalhau. Conde D’Aurora refere que existem referências que em 1353 realizaram-se trocas de vinho verde por bacalhau e em 1678 fornecimento de vinho verde à British Naval Comissioners, na barra de Viana.
De acordo com Cerqueira Machado, em 1960 existiam 2 tipos de Alvarinho, sendo um “detestável, ardente, sem afrutamento por ser colhido meio verde, para fugir à exagerada graduação provocada pelas enxertias, e é esse que aparece, até nas pensões ou restaurantes para o desacreditar entre os apreciadores competentes”. O outro, o que o classificava como um bom Alvarinho, devia “ ser mais ou menos seco, de boa graduação sem se sentir ardência, cor de limão, perfeitamente limpo e cristalino, sem o mínimo vestígio de fermentação ou espuma que só aceitável em vinho inferiores”.
O primeiro rótulo conhecido de vinho Alvarinho foi da “Casa de Rodas” do concelho de Monção, no início dos anos 20. No entanto a primeira empresa a ser constítuida como produtora de Alvarinho foi a empresa Vinhos de Monção, Lda, com a marca "Cêpa Velha". A Vinhos de Monção, Lda juntamente com o Palácio da Brejoeira e Adega Cooperativa de Monção , Soalheiro criadas em 1938, 1958, 1976 e 1982 respectivamente, que impulsionaram um elevado investimento no Alvarinho.
A casta vai deixar de ser um exclusivo da sub-região no Alto Minho. Vai ser feito o alargamento a toda a região da possibilidade de comercializar vinhos verdes da casta alvarinho, que até agora era um exclusivo da sub-região de Melgaço e Monção. A produção de vinho DO [Denominação de Origem] Vinho Verde Alvarinho a partir de uvas produzidas fora da sub-região será uma realidade a partir da vindima de 2020/21.
A percentagem do lote mínimo para mencionar a casta alvarinho no rótulo passa a ser 30%.

## Viticultura

### Descrição Ampelográfica da Casta[4]

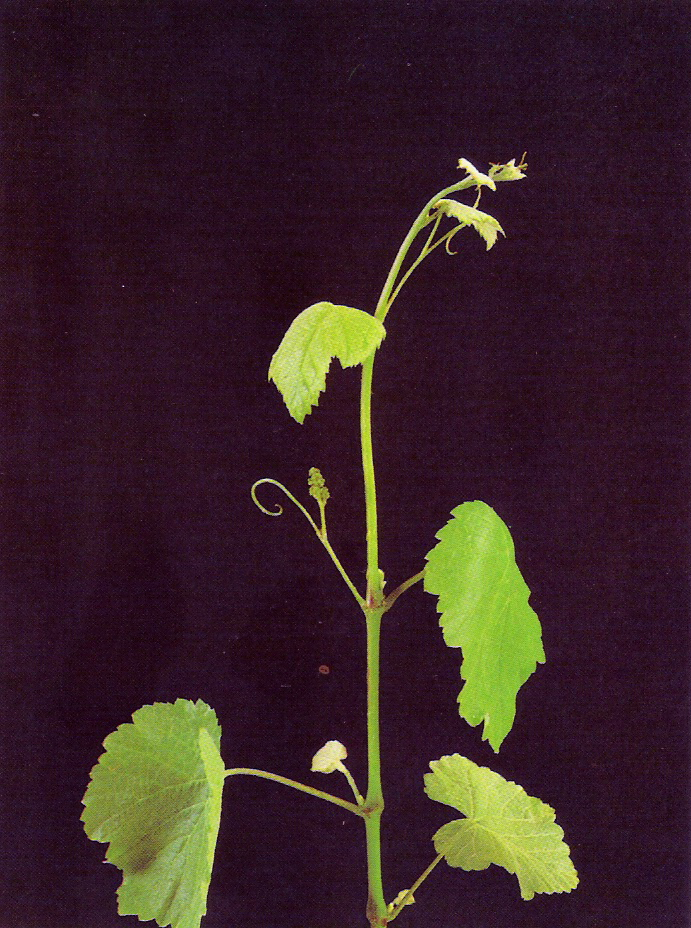
Pâmpano de Alvarinho.

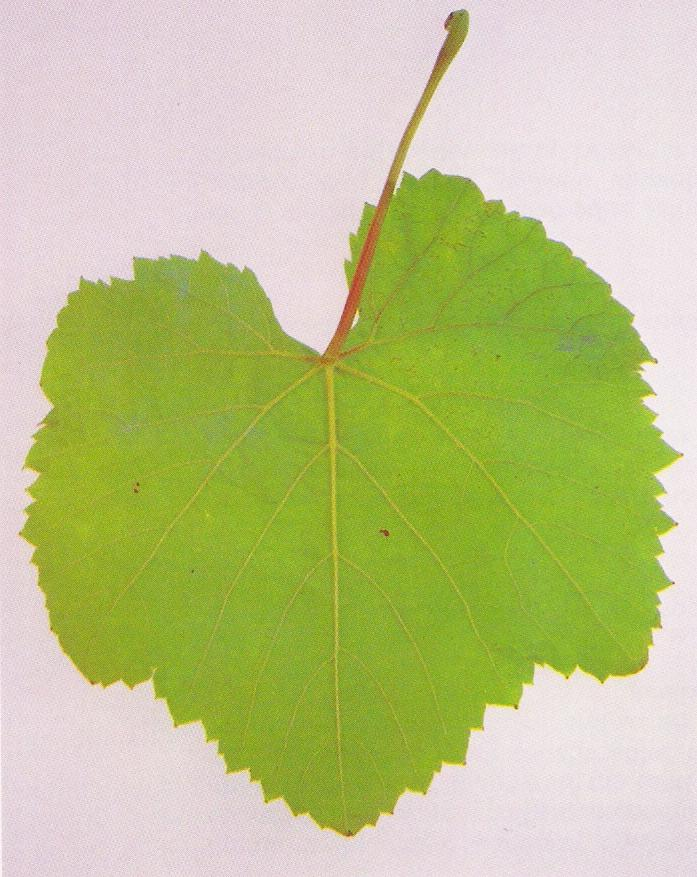
Página Inferior da Folha de Alvarinho.

Abrolhamento: Aberto, muito cotanilhoso, branco e com orla fortemente carminada
Folha Jovem: Amarela com manchas bronze. Muito revoluta. Cotanilhoso na página inferior e penugenta na página superior.
Flor: Hermafrodita
Pâmpanos: Entre nós e nós vermelhos pela face dorsal e verdes pela face ventral. Forte pigmentação antociânica dos gomos. Porte horizontal.
Gavinhas: Descontínuas, curtas, penugentes e direitas.
Folha Adulta: Tamanho pequeno, orbicular, inteira, revoluta, cor verde médio e medianamente bolhosa. Dentes curtos, de lados convexos. Seio peciolar aberto com base em V e seios laterais superiores abertos com base em V. Cotanilhosa na página inferior. Pecíolo penugento e mais comprido que a nervura principal mediana.
Cacho: Pequeno, alado e frequentemente duplo por desenvolvimento da asa. Compacidade média. Pedúncolo comprido e de lenheficação média.
Bago: Tamanho médio, não uniforme. Arredondado, às vezes ligeiramento achatado. Cor verde amarelada, adquirindo um tom rosado quando demasiado exposto ao sol. Com pruína, pelicula de espessura média e hilo aparente. Polpa mole, suculenta e de sabor especial. Pedicelo de comprimento médio e fácil separação.
Grainhas: De tegumento pouco duro, predominam em número de uma por bago, Tamanho médio, piriformes, de bico curto e pronunciado.
Sarmentos: De secção transversalmente achatada, caracter transmissível à cepa nitidamente «espalmada», superfície estriada e costada, e cor amarelada. De grande extensão. Entre-nós compridos. Gomos de tamanho médio, em cúpula e pouco salientes.

### Características da Casta
Produz mostos muito ricos em açúcares e, contudo, apresenta um razoável teor em ácidos orgânicos.
Casta medianamente vigorosa mas bastante rústica. Com um elevado índice de fertilidade, apresenta com frequência 3 inflorescências por lançamento, dando origem a cachos muito pequenos, alados e medianamente compactos, o que a torna uma casta pouco produtiva; este aspecto é contemplado nos estatutos da região, que lhe fixa um rendimento máximo por hectare de 60 hL, contra o de 80 hL para as restantes castas. Exige terrenos secos para potenciar a qualidade do vinho a que dá origem, facto que associado à natureza ácida dos solos em que é cultivada a torna bem adaptada ao porta-enxerto 196-17. Porta-enxertos como o S04 ou R99, poderão usar-se em conformidade com o terreno (respectivamente mais fresco e mais seco), sem contudo nos alhearmos dos riscos de perda de açúcares e “performance” aromática, em situações que lhe aumentem o vigor e, consequentemente, atrasos na maturação.
É uma casta precoce no abrolhamento e na maturação. Revela-se uma casta sensível ao míldio e oídio, muito sensível à acariose e atreita à esca.

## Sub-Região de Monção e Melgaço
A produção de Vinho Alvarinho circunscreve-se à Sub-região de Monção e Melgaço, em Portugal, e às Rias Baixas, na Galiza.
Devido ao facto de ser cortada pela cadeia montanhosa do Vale do Minho, a Sub-região de Monção e Melgaço não sofre a típica influência Atlântica da Região do Vinhos Verdes, característica que condiciona a especificidade do Vinho Verde. O que juntamente com os alinhamentos montanhosos da Serra da Galiza que, bem perto do rio Minho, atingem proporções consideráveis, formam uma cintura montanhosa responsável pela existência de um microclima único. Nas Rias Baixas, só a sub-zona "El Condado de Tea" apresenta condições semelhantes à Sub-região de Monção e Melgaço, sendo as outras sub-zonas das Rias Baixas extremamente expostas à influência Atlântica.
O microclima da Sub-região de Monção e Melgaço é caracterizado por ser um clima temperado, com Invernos frios e chuvosos (a pluviosidade média anual ronda os 2000 mm) e um Verão seco e ameno. A temperatura média anual oscila entre os 12,5 °C e os 15 °C, tendo os meses mais quentes uma temperatura média de 20 °C. A presença de um conjunto significativo de superfícies de água (Rio Minho e principais afluentes) induz uma regulação das temperaturas, o que faz com que as amplitudes térmicas sejam diminutas. O conjunto destas características cria as condições necessárias para a produção do Vinho Alvarinho, produto único no mundo.

## Fileira do Alvarinho

### Produtores de Vinho
Na Região dos Vinhos Verdes existiam, em 2006, cinquenta engarrafadores de vinho Alvarinho, sendo a maioria empresas sedeadas na Sub-região de Monção e Melgaço (82%). AS empresas sedeadas na Sub-região de Monção e Melgaço são responsáveis por 78% das 76 marcas presentes no mercado.
No ano de 2006 a produção de Alvarinho atingiu o valor de 4.685.688 litros representando cerca de 48% do total de vinho produzido na Sub-região de Monção, correspondendo 45% ao concelho de Melgaço e 55% ao concelho de Monção.
A Adega Cooperativa Regional de Monção é a maior das 17 da região demarcada dos vinhos verdes.
A uva Alvarinho é a mais bem paga do país. Na região do vinho verde a uva é paga entre 35 e 45 cêntimos. No Alentejo, é muito barata e no Douro a do vinho porto é cara, mas a do Alvarinho é mais. Em 2014, a adega pagou 1.15 euros por quilo.

### Produtores de Uva
Na Sub-região de Monção e Melgaço existem 2861 produtores de vinha, sendo 62% produtores da casta Alvarinho. Os viticultores têm a seu cargo cerca de 1500 ha da casta Alvarinho, com uma produção média de 4500 kg/ha.

### Rota do Alvarinho
Pela sua importância foi criada uma Rota do Vinho Alvarinho que tem especial ênfase no concelho de Melgaço. Mais tarde (2009) o seu âmbito foi alargado a toda a sub-região de Monção e Melgaço.

## Festividades

### Festa do Alvarinho e do Fumeiro
A Festa do Alvarinho e do Fumeiro de Melgaço  decorre, anualmente, durante o mês de Abril, sendo um dos momentos mais altos das festividades do concelho.
Organizada pela Câmara desde 1994, com o objectivo de promover a divulgação e a venda dos produtos locais, como o Vinho Alvarinho, o presunto, o chouriço, a broa e o mel, a Festa tem cumprido plenamente os seus objectivos, atraindo cada vez mais e mais visitantes e dando um contributo decisivo para incentivar a qualidade, a variedade e a quantidade de produtos/produtores locais.
Em 2009 a Festa obteve a Declaração de Interesse para o Turismo, atribuída pelo Turismo de Portugal IP.
A sua atribuição, que vem reconhecer a nível nacional a importância deste evento, é uma honra para Melgaço e para todos os que nela participam.

## Promoção
Em Monção encontra-se o Museu do Alvarinho e em Melgaço o Solar do Alvarinho.